# Xã Scipio, Quận Seneca, Ohio
Xã Scipio (tiếng Anh: Scipio Township) là một xã thuộc quận Seneca, tiểu bang Ohio, Hoa Kỳ. Năm 2010, dân số của xã này là 1.729 người.